# Hans-Otto Butenuth
Hans-Otto Butenuth (Mengende, 1 de abril de 1930 - 19 de agosto de 1997) fue un piloto de motociclismo alemán que compitió en el Campeonato del Mundo de Motociclismo, desde 1962 hasta 1979.

## Biografía
En 1945, se fue a trabajar a los Talleres de la RAF en Dortmund como mecánico y trabajando, aún con la RAF, en Koln y Hamburgo. Un sargento del regimiento le enseñó a ir en moto En 1960, se traslada a Bodelschwing, y con una BMW Wehrmacht R12, empieza a disputar carreras locales y, al año siguiente, obtiene su licencia internacional y cambia la BMW por la 350 Manx Norton. En 1962, logra debutar en el "Continental Circus" participando en el TT Isla de Man de 1962 de 250 cc, en la que cayó y se partió la pierna.
A lo largo de estos años, compitió con una increíble variedad de máquinas en muchas pistas del Mundial así como visitas ocasionales en circuitos ingleses y, más tarde, en su carrera, al North West 200 y en el Gran Premio de Úlster. En 1971, se proclamó campeón alemán de 500 cc, con una BMW Rennsport de más de 15 años.
En 1976, consiguió junto a Helmut Dähne uno de sus máximos éxitosː la victoria en el TT Isla de Man de 1976 en la categoría de 1.000 c.c. con una BMW
A partir de su retirada, se dedicó a la instalación de plantas pesadas hasta su jubilación en 1986, a los 56 años. Falleció en 1997 a causa de un cáncer, aunque estuvo presente hasta sus últimos días en encuentros moteros y carreras senior.

## Campeonato Mundial de Motociclismo

#### Carreras por año
Sistema de puntuación desde 1950 hasta 1968:
| Posición | 1.º | 2.º | 3.º | 4.º | 5.º | 6.º |
| Puntos   | 8   | 6   | 4   | 3   | 2   | 1   |

Sistema de puntuación desde 1969 hasta 1987:
| Posición | 1.º | 2.º | 3.º | 4.º | 5.º | 6.º | 7.º | 8.º | 9.º | 10.º |
| Puntos   | 15  | 12  | 10  | 8   | 6   | 5   | 4   | 3   | 2   | 1    |

(Carreras en negrita indica pole position, carreras en cursiva indica vuelta rápida)
| Año  | Categoría | Moto   | 1       | 2       | 3       | 4       | 5       | 6       | 7       | 8       | 9      | 10     | 11      | 12      | 13    | Pts. | Pos. |
| ---- | --------- | ------ | ------- | ------- | ------- | ------- | ------- | ------- | ------- | ------- | ------ | ------ | ------- | ------- | ----- | ---- | ---- |
| 1962 | 250cc     | NSU    | ESP -   | FRA -   | IOM Ret | NED -   | BEL -   | GER -   | ULS -   | DDR -   | NAT -  |        | ARG -   |         |       | 0    | -    |
| 1962 | 350cc     | Norton |         |         | IOM Ret | NED -   |         |         | ULS -   | DDR -   | NAT -  | FIN -  |         |         |       | 0    | -    |
| 1964 | 350cc     | Norton |         |         |         | IOM 45  | NED -   |         | GER 15  | DDR -   | ULS -  | FIN -  | NAT -   | JPN -   |       | 0    | -    |
| 1964 | 500cc     | BMW    | USA -   |         |         | IOM 34  | NED -   | BEL -   | GER 13  | DDR -   | ULS -  | FIN -  | NAT -   |         |       | 0    | -    |
| 1965 | 250cc     | NSU    | USA -   | GER -   | ESP -   | FRA -   | IOM 22  | NED -   | BEL -   | DDR -   | CZE -  | ULS -  | FIN -   | NAT -   | JPN - | 0    | -    |
| 1965 | 500cc     | BMW    | USA -   | GER 9   |         |         | IOM 16  | NED -   | BEL -   | DDR -   | CZE -  | ULS -  | FIN -   | NAT -   | JPN - | 0    | -    |
| 1966 | 250cc     | BMW    |         | GER Ret |         | NED -   | BEL -   | DDR -   | CZE DNQ | FIN -   | ULS -  | IOM -  | NAT -   |         |       | 0    | -    |
| 1969 | 250cc     | Honda  | ESP -   | ALE -   | FRA -   | IDM 17  | NED -   | BEL -   | RDA -   | CHE -   | FIN -  | ULS -  | NAC -   | YUG -   |       | 0    | -    |
| 1969 | 500cc     | BMW    | ESP -   | ALE -   | FRA -   | IDM 14  | NED -   | BEL -   | RDA -   | CHE -   | FIN -  | ULS -  | NAC -   | YUG -   |       | 0    | -    |
| 1970 | 250cc     | Honda  | ALE Ret | FRA -   | YUG -   | IDM Ret | NED -   | BEL -   | RDA -   | CHE -   | FIN -  | ULS -  | NAC -   | ESP -   |       | 0    | -    |
| 1970 | 500cc     | BMW    | ALE Ret | FRA -   | YUG -   | IDM Ret | NED -   | BEL -   | RDA -   | CHE -   | FIN 9  | ULS -  | NAC -   | ESP -   |       | 2    | 42.º |
| 1971 | 500cc     | BMW    | AUT -   | ALE 7   | IDM 10  | NED Ret | BEL -   | RDA -   | CHE -   | SUE -   | FIN 16 | NAC -  | ESP -   |         |       | 5    | 32.º |
| 1972 | 500cc     | BMW    | ALE Ret | FRA 16  | AUT -   | NAC -   | IDM -   | YUG -   | NED -   | BEL 15  | RDA -  | CHE -  | SUE -   | FIN -   | ESP - | 0    | -    |
| 1974 | 500cc     | Yamaha | FRA -   | GER -   | AUT -   | NAT -   | IDM Ret | NED -   | BEL -   | SWE -   | FIN -  | CZE -  |         |         |       | 0    | -    |
| 1975 | 500cc     | Yamaha | FRA -   |         | AUT -   | GER 21  | NAT -   | IDM 27  | NED 17  | BEL -   | SWE -  | FIN -  | CZE Ret |         |       | 0    | -    |
| 1976 | 500cc     | Yamaha | FRA DNQ | AUT -   | NAC -   | IDM Ret |         | NED Ret | BEL -   | SUE -   | FIN -  | ALE 24 |         |         |       | 0    | -    |
| 1977 | 500cc     | Yamaha | VEN -   | AUT -   | ALE DNQ | NAC -   |         | FRA DNQ |         | NED -   | BEL 16 | SUE -  | FIN -   | CZE Ret | GBR - | 0    | -    |
| 1978 | 500cc     | Yamaha | VEN -   | ESP -   | AUT -   | FRA -   | NAC -   | NED -   | BEL -   | SUE Ret | FIN -  | GBR -  | ALE 17  |         |       | 0    | -    |
| 1979 | 500cc     | Suzuki | VEN -   | AUT -   | ALE 15  | NAC -   | ESP -   | YUG -   | NED -   | BEL -   | SUE -  | FIN -  | GBR -   |         | FRA - | 0    | -    |